# 丸沼ダム

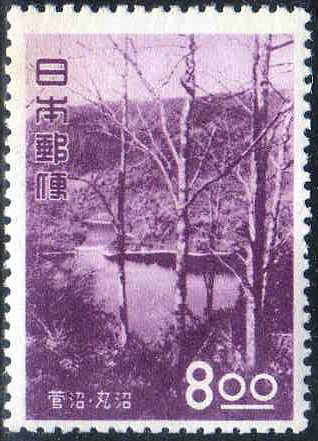
1951年（昭和26年）、菅沼とともに新日本観光地百選に選定されたことを記念して発行された切手（記念切手）。

丸沼ダム（まるぬまダム）は、群馬県利根郡片品村の利根川水系片品川左支・大滝川の最上流部にある、東京電力リニューアブルパワーが管理している発電専用ダムである。

## 沿革
日光国立公園内にある自然湖である丸沼と大尻沼の中間点に1928年（昭和3年）、当時の東京電燈株式会社によって建設され、丸沼の貯水量を増大させて発電用水を確保した。
型式は、日本で8箇所（内2箇所は建て替えで違う型式のダムになった）しか建設されなかったバットレスダムである。この型式は、コンクリートの量が少なくて済むという利点があったが、建設技術が高度で却ってコストパフォーマンスに劣ること、また地震に弱いために地震多発国・日本では高いダムは造れないこと、コンクリートの表面積が大きく表面劣化が問題になることなどの難点により、1937年（昭和12年）に完成した三滝ダム（千代川水系北股川・中国電力株式会社）を最後に以降全く建設されなくなった。
その後、国家電力統制策に伴い東京電燈解散後日本発送電株式会社に管理・運営が継承されるが、太平洋戦争後に日本発送電が過度経済力集中排除法に指定され、1950年（昭和25年）に分割・民営化。以後、東京電力を経て東京電力リニューアブルパワーに管理が移り、現在に至る、激動の時代を潜り抜けたダムでもある。ダムより送水された水は下流の一之瀬発電所（いちのせ-）に送られ、発電される。一之瀬発電所の認可出力は10,700 kWである。なお、丸沼湖畔にはこれとは別に丸沼発電所がある。

## 文化財としての価値
バットレスダムは、その希少性と土木史的観点から全てのダムにおいて土木学会による「選奨土木遺産」に指定された。特に丸沼ダムは、バットレスダムの中では日本で最も堤高が高く、幾度か修繕されてはいるものの、当初の意匠を尊重して行われて来た。こうした細心の管理を続けた結果、建設後70年（指定当時時点）以上を経ても当時の姿で稼動していることなどが評価され、2003年（平成15年）12月25日付けで「丸沼堰堤」として重要文化財（建造物）に指定された。
ダムが重要文化財に指定されたのは、広島県にある本庄ダム（二河川本川・呉市水道局）で既に前例があるが、発電用ダムが重要文化財に指定されたのは初めてである。日光市・中禅寺湖・戦場ヶ原と沼田市を結ぶ金精道路（国道120号）の側にあり、国道401号経由で尾瀬にも近い位置にある。ダム本体には立ち入ることができないが、すぐ横までは近づくことが可能である。